# حرب توليدو
كانت حرب توليدو 1835-1836، تسمى أيضًا حرب توليدو الكبرى، أو حرب ميشيغان وأوهايو أو حرب أوهايو وميشيغان، نزاعًا حدوديًا غير دموي بين ولاية أوهايو الأمريكية وإقليم ميشيغان المجاور.
ساعد الفهم الجغرافي الضعيف للبحيرات الكبرى في سن تشريعات متناقضة على مستوى الولايات وعلى المستوى الفيدرالي بين عامي 1787 و1805، وأدت التفسيرات المتباينة لهذه القوانين إلى ادعاء كل من حكومة أوهايو وميشيغان الولاية القضائية على منطقة تبلغ مساحتها 468 ميلًا مربعًا (1.210 كيلو متر مربع) على طول الحدود، وتُعرف حاليًا باسم قطاع توليدو. وصل النزاع إلى ذروته عندما طالبت ميشيغان بالاستقلال في عام 1835 وسعت إلى تضمين المنطقة المتنازع عليها إلى حدودها. أقر كلا الطرفين تشريعًا يحاول فيه إجبار الطرف الآخر على الاستسلام، بينما ساعد حاكم أوهايو روبرت لوكاس «الحاكم الأصغر لميشيغان» ذو الأربع وعشرين عامًا ستيفن تي.ماسون في وضع عقوبات جنائية على المواطنين الذين يخضعون لسلطة الطرف الآخر. نشرت كلتا الولايتين ميليشيا على جانبي نهر مومي بالقرب من توليدو، لكن كان هناك القليل من الاشتباكات بين القوتين إلى جانب الاستهزاء المتبادل بينهما. انتهت المواجهة العسكرية الوحيدة في الحرب بتقرير عن العيارات النارية التي أطلقت في الهواء دون أن توقع أي إصابات.
اقترح كونغرس الولايات المتحدة، خلال صيف عام 1836، تسوية تتخلى فيها ميشيغان عن مطالباتها بالقطاع في مقابل استقلالها وثلاثة أرباع شبه الجزيرة العليا. أصبحت الثروة المعدنية للمنطقة الشمالية رصيدًا اقتصاديًا لميشيغان، لكن في ذلك الوقت كانت التسوية تعتبر صفقة سيئة للولاية الجديدة، ورفضها الناخبون في مؤتمر عن الاستقلال في سبتمبر. لكن في شهر ديسمبر، وبسبب مواجهتها لأزمة مالية حادة وضغط من الكونغرس والرئيس آندرو جاكسون، طلبت حكومة ميشيغان عقد مؤتمر آخر (سمي مؤتمر «فروسبيتن»)، قبلت فيه التسوية ليكون ذلك نهاية حرب توليدو.

## أصولها
أصدر كونغرس الاتحاد في عام 1787 مرسوم الشمال الغربي، والذي أنشئ من خلاله الإقليم الشمالي الغربي في ما يعرف اليوم بوسط غرب الولايات المتحدة. نص المرسوم على أن الإقليم سيقسم في نهاية المطاف إلى «ما لا يقل عن ثلاث وليس أكثر من خمس» ولايات مستقبلية. تقرر أن الحدود بين الشمال والجنوب لثلاثة من هذه الولايات هي «خط شرقي وغربي مرسوم عبر المنحنى الجنوبي أو أقصى بحيرة ميشيغان» (المعروف الآن أنه تقريبًا 41.62 درجة شمالًا، بالقرب من ماركيت بارك، غراي، إنديانا).
كان الموقع الفعلي لهذا الحد الأقصى في ذلك الوقت غير معروف. حددت أفضل الخرائط التي كان يُنصح بها في ذلك الوقت، وهي خريطة ميتشل، موقعه على خط عرض قريب من مصب نهر ديترويت (تقريبًا 42.05 درجة شمالًا). هذا يعني أن الخط الساحلي بأكمله لبحيرة إيري غرب بنسلفانيا كان سيكون جزءًا من الولاية التي كانت ستصبح أوهايو. عندما أقر الكونغرس قانون التمكين لعام 1802، والذي سمح لأوهايو بالبدء بعملية التحول إلى ولاية أمريكية، اختلفت الطريقة التي تم فيها تعريف حدود أوهايو الشمالية قليلًا من تلك المستخدمة في مرسوم الشمال الغربي: كان من المفترض أن تكون الحدود «خط شرقي وغربي مرسوم عبر أقصى جنوب بحيرة ميشيغان، ويستمر شرقًا... حتى يصل بحيرة إيري أو الخط الإقليمي ]مع أمريكا الشمالية البريطانية[، ومن ذلك المكان بنفس الطريقة عبر بحيرة إيري إلى خط بنسلفانيا المذكور آنفًا».
نظرًا لأن الخط الحدودي الإقليمي بين أمريكا وأمريكا الشمالية البريطانية (على وجه التحديد، محافظة كيبيك حتى عام 1791 وكندا العليا بعد ذلك) كان يمر من منتصف بحيرة إيري ومن ثم نهر ديترويت، اعتقد مؤسسو دستور أوهايو لعام 1802، جنبًا إلى جنب مع الاعتقاد السائد المتعلق بموقع الطرف الجنوبي لبحيرة ميشيغان، بأن نية الكونغرس بالتأكيد كانت بأن تكون الحدود الشمالية لأوهايو شمالي مصب نهر ماومي، وربما حتى شمالي نهر ديترويت. تُمنح أوهايو بذلك إمكانية الوصول إلى معظم أو كل الخط الساحلي لبحيرة إيري غربي بنسلفانيا، وأي ولايات أخرى جديدة اقتطعت من الإقليم الشمالي الغربي سيكون لديها إمكانية الوصول إلى البحيرات الكبرى فقط عن طريق بحيرات ميشيغان، هورون وسوبريور.
خلال مؤتمر أوهايو الدستوري في عام 1802، زُعم أن المفوضين تلقوا تقريرًا من صياد فراء بأن بحيرة ميشيغان امتدت باتجاه الجنوب بشكل أكبر مما كان يُعتقد (أو ما خطط له). بالتالي، فإنه من الممكن أن خطًا شرقي غربي يمتد شرقًا من الطرف الجنوبي لبحيرة ميشيغان يمكن أن يكون قد قطع بحيرة إيري في مكان ما شرقي خليج ماومي، أو الأسوأ أنه ربما لم يقطع البحيرة أبدًا؛ وكلما امتدت بحيرة ميشيغان أكثر باتجاه الغرب ستفقد أوهايو مزيدًا من الأراضي، وربما الخط الساحلي لبحيرة إيري غرب بنسلفانيا بكامله.
لمعالجة هذه الحالة الطارئة، ضمن مفوضو أوهايو بندًا في مسودة دستور أوهايو أنه إن كان تقرير صائد الفراء عن موقع بحيرة ميشيغان صحيحًا، فإن الخط الحدودي للولاية سينكسر قليلًا باتجاه الشمال الغربي ليتقاطع بذلك مع بحيري إيري «في الرأس الواقع أقصى شمال خليج ميامي». سيضمن هذا البند أن تكون معظم مستجمعات مياه نهر ماومي والشواطئ الجنوبية لبحيرة إيري غرب بنسلفانيا واقعة في أوهايو. قبل الكونغرس الأمريكي مسودة الدستور التي تتضمن هذا البند، لكن الدستور المُقترح أُحيل إلى لجنة الكونغرس قبل انضمام أوهايو إلى الاتحاد في فبراير عام 1803. وضح تقرير اللجنة أن الجملة التي عرفت من خلالها الحدود الشمالية اعتمدت على «حقيقة غير مؤكدة» (خط العرض لأقصى جنوب بحيرة ميشيغان)، و«اعتقد الأعضاء في ذلك الوقت أنه من غير الضروري أخذه في عين الاعتبار في ذلك الوقت».
عندما أسس الكونغرس إقليم ميشيغان في عام 1805، استخدم أسلوب قانون الشمال الغربي لتعريف الحدود الجنوبية للإقليم، والتي تختلف بالتالي عن تعريفها في دستور ولاية أوهايو. لم يُلاحظ هذا الاختلاف وتشعباته المحتملة في ذلك الوقت وضوحًا، لكنه شكل الأساس القانوني للنزاع الذي اندلع بعد 30 عامًا.

## إنشاء قطاع توليدو
كان موقع الحدود محل نزاع طوال أوائل القرن التاسع عشر. حث قاطنو ميناء ميامي- الذي أصبح لاحقًا توليدو- حكومة أوهايو على حل قضية الحدود. أصدر المجلس التشريعي لأوهايو بدوره قرارات وطلبات متكررة طلب فيها من الكونغرس أن يتولى حل المسألة. وافق الكونغرس في عام 1812 على طلب إجراء مسح رسمي للخط. تأخر المسح بسبب الحرب في عام 1812، لم يبدأ العمل على المسح إلا بعد انضمام إنديانا إلى الاتحاد في عام 1816. كان المساح الأمريكي العام إدوارد تيفين الذي كان مسؤولًا عن المسح حاكمًا سابقًا لأوهايو. نتيجة لذلك، وظف تيفين المساح ويليام هاريس لمسح الخط مثلما وُصف في دستور أوهايو لعام 1802 وليس الخط كما جاء في المرسوم. عندما انتهوا من ذلك، حدد «خط هاريس» موقع مصب نهر مومي بالكامل في أوهايو.
عندما أُعلن عن نتائج المسح، لم يكن الحاكم الإقليمي لميشيغان لويس كاس مسرورًا بها، وذلك لأنها لم تكن معتمدة على خط المرسوم الذي وافق عليه الكونغرس. وصرح كاس في رسالة إلى تيفين أن المسح المنحاز لولاية أوهايو    «يعطي قوة أكثر للقوي، ويبقي الضعيف ضعيفًا».
ردًا على ذلك، أمرت ولاية ميشيغان بالقيام بمسح ثانٍ قام به جون إيه.فولتون. كان مسح فولتون معتمدًا على خط مرسوم الأصلي لعام 1787، وبعد قياس الخط شرقًا من بحيرة ميشيغان إلى بحيرة إيري، وجد أن حدود أوهايو تقع جنوب مصب نهر مومي. شكلت المنطقة الواقعة بين خطي مسح هاريس وفولتون ما يسمى حاليًا «بقطاع توليدو». امتدت المنطقة من الأرض الواقعة بين جنوب أوهايو وجنوب ميشيغان على مساحة عرضها من خمسة إلى ثمانية أميال (8 إلى 13 كم)، والتي ادعت كلتا السلطتين القضائيتين السيادة عليها. في الحين الذي رفضت فيه أوهايو التنازل عن مطالبتها، احتلتها ميشيغان رويدًا رويدًا على مدى السنوات العدة التالية، وأنشأت حكومات محلية، وبنت الطرق وجمعت الضرائب في جميع أنحاء المنطقة.